# Liste der denkmalgeschützten Objekte in Amstetten
Die Liste der denkmalgeschützten Objekte in Amstetten enthält die 21 denkmalgeschützten, unbeweglichen Objekte der niederösterreichischen Bezirkshauptstadt Amstetten.

## Denkmäler
| Foto |                 | Denkmal                                                                                         | Standort                                                 | Beschreibung | Metadaten |
| ---- | --------------- | ----------------------------------------------------------------------------------------------- | -------------------------------------------------------- | --- | --- |
| ja   | Datei hochladen | Schloss Edla HERIS-ID: 30975 Objekt-ID: 27884                                                   | Edlastraße 32, 34 Standort KG: Amstetten                 | Das Schloss Edla ist ein mehrfach veränderter Herrschaftssitz mit einem Kern aus dem 16. Jahrhundert. | BDA-Hist.: Q37939327 Status: § 2a Stand der BDA-Liste: 2025-06-30 Name: Schloss Edla GstNr.: 1205 Schloss Edla |
| ja   | Datei hochladen | Wasserturm Amstetten HERIS-ID: 30967 Objekt-ID: 27869                                           | Eggersdorfer Straße 27 Standort KG: Amstetten            | Ein viergeschoßiger Rohziegelbau, der anlässlich der Bahnhofserweiterung 1898 errichtet wurde. | BDA-Hist.: Q37939220 Status: Bescheid Stand der BDA-Liste: 2025-06-30 Name: Wasserturm Amstetten GstNr.: 1749 Wasserturm Amstetten |
| ja   | Datei hochladen | Klosterkirche der Schulschwestern hl. Franz von Assisi HERIS-ID: 30973 Objekt-ID: 27882         | Klosterstraße 1 Standort KG: Amstetten                   | Ein neoromanischer Zentralbau mit einem dreigeschoßigen Fassadeneckturm. | BDA-Hist.: Q1776444 Status: § 2a Stand der BDA-Liste: 2025-06-30 Name: Klosterkirche der Schulschwestern hl. Franz von Assisi GstNr.: 305 Klosterkirche der Schulschwestern |
| ja   | Datei hochladen | Miethaus, Schreihofer-Haus HERIS-ID: 30978 Objekt-ID: 27888                                     | Klosterstraße 14 Standort KG: Amstetten                  | Ein dreigeschoßiges, ehemaliges Zinshaus mit repräsentativer späthistoristischer Fassade. Datiert mit 1900. | BDA-Hist.: Q37939354 Status: § 2a Stand der BDA-Liste: 2025-06-30 Name: Miethaus, Schreihofer-Haus GstNr.: 330 |
| ja   | Datei hochladen | Evang. Pfarrkirche A.B. und H.B. Heilandskirche HERIS-ID: 30971 Objekt-ID: 27878                | Preinsbacher Straße 8 Standort KG: Amstetten             | Ein schlichter Rechteckbau mit einem Satteldach der nach Plänen von Fritz Rollwagen und Rudolf Pamlitschka von 1955 bis 1957 errichtet wurde. | BDA-Hist.: Q37939265 Status: § 2a Stand der BDA-Liste: 2025-06-30 Name: Evang. Pfarrkirche A.B. und H.B. Heilandskirche GstNr.: 206 Heilandskirche Amstetten |
| ja   | Datei hochladen | Evang. Pfarrhaus HERIS-ID: 30972 Objekt-ID: 27881                                               | Preinsbacher Straße 8 Standort KG: Amstetten             | Eine repräsentative Villa die von Baumeister Adolf Prokesch 1905 errichtet wurde. | BDA-Hist.: Q37939300 Status: § 2a Stand der BDA-Liste: 2025-06-30 Name: Evang. Pfarrhaus GstNr.: 205 |
| ja   | Datei hochladen | Bezirksgericht HERIS-ID: 30980 Objekt-ID: 27890seit 2014                                        | Preinsbacher Straße 13 Standort KG: Amstetten            | Das Bezirksgericht von Amstetten ist ein neobarocker Bau, der 1910 bis 1912 errichtet wurde. Die repräsentative Eingangsfront ist durch toskanische Kolossalsäulen geprägt. | BDA-Hist.: Q37939366 Status: Bescheid Stand der BDA-Liste: 2025-06-30 Name: Bezirksgericht GstNr.: 67/3 Bezirksgericht Amstetten |
| ja   | Datei hochladen | Rathaus HERIS-ID: 30976 Objekt-ID: 27886                                                        | Rathausstraße 1 Standort KG: Amstetten                   | Ein dominanter, dreigeschoßiger, späthistoristischer Bau mit Eckturm unter Zwiebelhelm, der nach Plänen von Eugen Sehnal 1897/98 errichtet wurde. | BDA-Hist.: Q37939340 Status: § 2a Stand der BDA-Liste: 2025-06-30 Name: Rathaus GstNr.: 364 Rathaus Amstetten |
| ja   | Datei hochladen | Kath. Filialkirche hl. Agatha in Eisenreichdornach HERIS-ID: 30987 Objekt-ID: 27902             | Standort KG: Amstetten                                   | Eine frühgotische Saalkirche (Kern aus dem 12./13. Jahrhundert) mit einem spätgotischen Chor. Der Hochaltar und die Seitenaltäre stammen aus dem ersten Viertel des 18. Jahrhunderts. | BDA-Hist.: Q37939428 Status: § 2a Stand der BDA-Liste: 2025-06-30 Name: Kath. Filialkirche hl. Agatha in Eisenreichdornach GstNr.: 893 Filialkirche Eisenreichdornach |
| ja   | Datei hochladen | Kath. Pfarrkirche hl. Stephan HERIS-ID: 30968 Objekt-ID: 27870                                  | Standort KG: Amstetten                                   | Eine spätgotische Staffelkirche. Der Westturm mit romanischem Kern war ursprünglich vorgestellt und wurde 1787 erhöht. Sein Spitzdach wurde 1882/83 aufgesetzt. Die drei Altäre sind neugotisch – der Hochaltar wurde von Franz Schmalzl (bezeichnet) geschaffen, während die Seitenaltäre Werke Josef Kepplingers sind. Die Orgel wurde 1898 von Leopold Breinbauer in das 1763 von Lorenz Franz Richter geschaffene Gehäuse eingebaut. | BDA-Hist.: Q2083176 Status: § 2a Stand der BDA-Liste: 2025-06-30 Name: Kath. Pfarrkirche hl. Stephan GstNr.: 2 Pfarrkirche St. Stephan (Amstetten) |
| ja   | Datei hochladen | Kath. Pfarrkirche Herz Jesu HERIS-ID: 30969 Objekt-ID: 27871                                    | Standort KG: Amstetten                                   | Die neoromanische Basilika mit zweitürmiger Südfassade wurde nach den Plänen von Raimund Jeblinger von 1899 bis 1931 erbaut. Im Zweiten Weltkrieg wurde der Sakralbau schwer beschädigt und in vereinfachter Form wiedererrichtet. | BDA-Hist.: Q23925302 Status: § 2a Stand der BDA-Liste: 2025-06-30 Name: Kath. Pfarrkirche Herz Jesu GstNr.: 87 Pfarrkirche Herz Jesu Amstetten |
| ja   | Datei hochladen | Figurenbildstock, hl. Johannes Nepomuk HERIS-ID: 30993 Objekt-ID: 27909                         | Hauptstraße 1a Standort KG: Hausmening                   | Eine Statue aus der Mitte des 18. Jahrhunderts. | BDA-Hist.: Q37939496 Status: § 2a Stand der BDA-Liste: 2025-06-30 Name: Figurenbildstock, hl. Johannes Nepomuk GstNr.: 157/2 |
| ja   | Datei hochladen | Bildstock HERIS-ID: 30992 Objekt-ID: 27908                                                      | Standort KG: Hausmening                                  | Eine Nischenbildsäule mit Maria Lourdes aus dem Anfang des 19. Jahrhunderts, welche um 1900 verändert wurde. | BDA-Hist.: Q37939484 Status: § 2a Stand der BDA-Liste: 2025-06-30 Name: Bildstock GstNr.: 858/3 Marialourdes Hausmening |
| ja   | Datei hochladen | Castrum von Mauer an der Url HERIS-ID: 113667 Objekt-ID: 132029seit 2020                        | bei Kirchwegerstraße 9 Standort KG: Mauer bei Amstetten  | In Mauer wurden Überreste eines römischen Militärlagers (Castrum) dokumentiert. | BDA-Hist.: Q105647170 Status: Bescheid Stand der BDA-Liste: 2025-06-30 Name: Castrum von Mauer an der Url GstNr.: 918/6, 1031/1, 914/1, 917/4, 918/2, 1035, 914/5, 914/6 |
| ja   | Datei hochladen | Niederösterreichische Landesnervenklinik Mauer bei Amstetten HERIS-ID: 112072 Objekt-ID: 130123 | Hausmeninger Straße 221 Standort KG: Mauer bei Amstetten | Eine nach Plänen von Carlo von Boog in den Jahren 1898 bis 1902 in Pavillonstil errichtete Heil- und Pflegeanstalt auf einem etwa 100 ha großen Areal. Im Eingangsbereich gibt es einen repräsentativen dreigeschoßigen Pavillon für die Verwaltung/Direktion und zwei flankierende als (ehemalige ?) Ärztewohnhäuser. | BDA-Hist.: Q37828403 Status: Bescheid Stand der BDA-Liste: 2025-06-30 Name: Niederösterreichische Landesnervenklinik Mauer bei Amstetten GstNr.: 1945/69, 1945/71, 1945/72, 1945/73, 800/4, 1945/10, 800/3, 800/6, 800/7, 800/8, 800/9, 800/10 Landesklinikum Mostviertel Amstetten-Mauer |
| ja   | Datei hochladen | Kalkofen HERIS-ID: 30981 Objekt-ID: 27891                                                       | Erwin-Schrödinger-Straße Standort KG: Schönbichl         | Der Kalkofen ist ein zweigeschoßiger Industriebau aus dem 19. Jahrhundert. | BDA-Hist.: Q37939381 Status: § 2a Stand der BDA-Liste: 2025-06-30 Name: Kalkofen GstNr.: 5/56 |
| ja   | Datei hochladen | Schloss Ulmerfeld samt Vorwerken HERIS-ID: 30984 Objekt-ID: 27895                               | Burgweg 1 Standort KG: Ulmerfeld                         | Eine zwei- bis dreigeschoßige Schlossanlage, die im Kern aus einer befestigten hochmittelalterlichen Burganlage aus dem 13. Jahrhundert besteht. | BDA-Hist.: Q2243794 Status: Bescheid Stand der BDA-Liste: 2025-06-30 Name: Schloss Ulmerfeld samt Vorwerken GstNr.: .8/1, 17/1 Schloss Ulmerfeld |
| ja   | Datei hochladen | Kath. Pfarrkirche hll. Petrus und Paulus HERIS-ID: 30988 Objekt-ID: 27904                       | Kirchenplatz 1 Standort KG: Ulmerfeld                    | Ein ehemals gotischer Bau, der 1951 bis 1953 nach Plänen von Franz Barnath zu einer Basilika umgebaut wurde. Der Hochaltar wurde 1953 von Adolf Treberer-Treberspurg errichtet. Die Orgel stammt aus der Werkstatt der Gebrüder Mauracher (1955). | BDA-Hist.: Q37939440 Status: § 2a Stand der BDA-Liste: 2025-06-30 Name: Kath. Pfarrkirche hll. Petrus und Paulus GstNr.: 1 Pfarrkirche hll. Petrus und Paulus Ulmerfeld |
| ja   | Datei hochladen | Pfarrhof HERIS-ID: 30989 Objekt-ID: 27905                                                       | Kirchenplatz 14, 14a Standort KG: Ulmerfeld              | Der Pfarrhof von Ulmerfeld ist ein schmales und längliches Gebäude mit einem Stockwerk an der Seite der Kirche. | BDA-Hist.: Q37939457 Status: § 2a Stand der BDA-Liste: 2025-06-30 Name: Pfarrhof GstNr.: 2 Pfarrhof Ulmerfeld, Amstetten |
| ja   | Datei hochladen | Tabernakelpfeiler HERIS-ID: 30994 Objekt-ID: 27910                                              | Römerstraße, Ulmerfeld Standort KG: Ulmerfeld            | Ein oktogonaler Pfeiler mit einem Tabernakelaufsatz, datiert mit 1550. Anmerkung: Standort eventuell näherungsweise angegeben. | BDA-Hist.: Q37939509 Status: § 2a Stand der BDA-Liste: 2025-06-30 Name: Tabernakelpfeiler GstNr.: 691/7 Tabernakelpfeiler Ulmerfeld |
| ja   | Datei hochladen | Friedhofskapelle hl. Ulrich HERIS-ID: 30991 Objekt-ID: 27907                                    | Türkenstraße 15 Standort KG: Ulmerfeld                   | Ein neugotischer Rechteckbau aus dem Anfang des 20. Jahrhunderts. | BDA-Hist.: Q37939471 Status: § 2a Stand der BDA-Liste: 2025-06-30 Name: Friedhofskapelle hl. Ulrich GstNr.: 524/3 |